# 170
سنة 170 م (بالأرقام الرومانية: CLXX) كانت سنة بسيطة تبدأ يوم الأحد (الرابط يظهر نموذج الجدول الزمني الكامل للسنة) من التقويم اليولياني. بدأت تسمية السنة ب170 منذ العصور الوسطى المبكرة، عندما أصبح تقويم أنو دوميني هو الأسلوب السائد في أوروبا لتسمية السنوات.

## مواليد
- أثينايوس
- أولبيان
- هيبوليتوس الرومي

## وفيات
- بطليموس كاتب وعالم وفنان يوناني مصري من القرن الثاني
- جوليانوس
- ديموناكس فيلسوف يوناني
- لوكيوس أبوليوس كاتب وروائي امازيغي قديم